# Trychosis atrorubens
Trychosis atrorubens är en stekelart som beskrevs av Henry Keith Townes, Jr. 1962. Trychosis atrorubens ingår i släktet Trychosis och familjen brokparasitsteklar. Inga underarter finns listade i Catalogue of Life.